# Almásfüzitő
Almásfüzitő é um município da Hungria, situado no condado de Komárom-Esztergom. Tem 8,19 km² de área e sua população em 2019 foi estimada em 2.047 habitantes.